# 佐々木亮介
佐々木 亮介（ささき りょうすけ、1986年10月2日 - ）は、日本のミュージシャン、作詞家、作曲家、ギタリスト。ロックバンド、a flood of circleとTHE KEBABSのギター・ボーカルを担当している。

## 人物
- 日本大学芸術学部放送学科卒業。大学の隣の席が岡庭匡志（ギター / 2009年脱退）だったのがきっかけでa flood of circleを結成[1]。
- 好きなバンドはスピッツで、「この世で俺が一番スピッツのことが好き」というほど。[2]初めて買ったアルバムもスピッツの『フェイクファー』[1]。
- 幼少期、両親の仕事の都合でベルギーに３年、ロンドンに２年住む[3]。ロンドン在住時に通った学校は、UNISON SQUARE GARDENの斎藤宏介も以前に在籍していた日本人学校であった。
- 「ミッドナイト・クローラー」をプロデュースしたUNISON SQUARE GARDENの田淵智也とは昔から仲が良い。メジャーデビュー直前には田淵から「お前、ガリガリだぞ！」と、米2kgを渡されたことがある[4]。
- 日本人として初めて、グレッチギターとエンドースメント契約を結んだミュージシャン[5]。
- ライブでは革ジャンが基本。夏でも着用。自他ともに認める革ジャンのプロ。
- ライブ中によく飲んでいるのは鬼ころし[6]。だったが、最近お茶割りに変わった。
- イマイアキノブやウエノコウジ、勝手にしやがれ、仲野茂（アナーキー）といった年上のミュージシャンから可愛がられており、セッションを行うことも多い。
- イマイアキノブのアルバム『暢気楼』ではゲストヴォーカルとして参加[7]。
- 仲野茂とはLTD EXHAUSTというユニットを越川和磨(THE STARBEMS、ex毛皮のマリーズ)、よーかい(exJAPAN-狂撃-SPECIAL)、坂詰克彦(怒髪天)と共に組んでいる[8]。
- 2016年、The Hosomesというバンドを結成。　佐々木亮介(Vo & G.）／キョウスケ(G／ 爆弾ジョニー）／Yasu(B/ DOES)／ジェットセイヤ(Dr/ go!go!vanillas)
- 2018年、THE KEBABSを結成。 　佐々木亮介(Vo & G.）／新井弘毅(G／ ex serial TV drama）／田淵智也(B/ UNISON SQUARE GARDEN)／鈴木浩之(Dr/ QUADRANGLE)

## 音楽
- バンドではほとんど全ての楽曲の作詞・作曲を手掛けている。
- ロックンロールだけではなく、ソウル、ファンク、ヒップホップなど、幅広い音楽性を持つ。
- 2017年２月、メンフィスのロイヤルスタジオ（英語版）に赴き、初のソロ・ミニアルバム『LEO』をレコーディング。プロデュースをハイ・レコードのウィリー・ミッチェルの息子ローレンス・ミッチェル（英語版）が手がけ、Leroy HodgesやCharles Hodgesというミュージシャンが参加したこの作品は、高い評価を得た[9]。
- 弾き語りによるライブの評価も高く、山田将司 (THE BACK HORN)、菅原卓郎 (9mm Parabellum Bullet)、村松拓 (Nothing's Carved In Stone) の3人とはSHIKABANEという弾き語りグループを組んでいる。
- TVアニメ『ベイブレードバースト 超ゼツ』のオープニング曲「超ゼツ無敵ブレーダー！」のヴォーカルを担当[10]。

## ディスコグラフィ

### 配信限定シングル
| 発売日         | タイトル                             | レーベル                   | 収録アルバム     |
| -------------- | ------------------------------------ | -------------------------- | ---------------- |
| 2019年4月24日  | Fireworks feat.KAINA                 | テイチクエンタテインメント | RAINBOW PIZZA    |
| 2019年7月24日  | We Alright (Tokyo Mix) feat.三船雅也 | テイチクエンタテインメント | RAINBOW PIZZA    |
| 2019年8月14日  | Meme Song(Chicago Mix)               | テイチクエンタテインメント | RAINBOW PIZZA    |
| 2022年8月31日  | 自由研究                             | LEO RECORDS                | HARIBO IS MY GOD |
| 2022年9月28日  | JUDY JUDY JUDY                       | LEO RECORDS                | HARIBO IS MY GOD |
| 2022年10月28日 | 夢は呪い                             | LEO RECORDS                | HARIBO IS MY GOD |

### 参加作品
| 発売日         | タイトル               | 収録曲                                  | 備考 |
| -------------- | ---------------------- | --------------------------------------- | ---- |
| 2019年6月28日  | Beyblade Burst         | 超ゼツ無敵ブレーダー!                   |      |
| 2022年10月26日 | eijun『修羅場とlover』 | 修羅場とlover (feat. 佐々木亮介&さかな) |      |

### 楽曲提供
DIALOGUE＋「人生イージー?」（2021年2月3日）
- 走れ　（作詞：佐々木亮介・田淵智也　作曲：ZAQ　編曲：eba）

寺嶋由芙「サバイバル・レディ」（2021年6月30日）
- Best Honey　（作詞・作曲：佐々木亮介）

LiSA「LANDER」（2022年11月16日）
- シャンプーソング　（作詞・作曲：佐々木亮介）　編曲：a flood of circle）

## ソロ・ライブおよびゲスト出演
- 2007年

05月03日 - 高円寺CLUB LINER  w)セツナブルースター/ココロノグラフ/monoblight
- 2008年

11月24日 - 阿佐ヶ谷LOFT
12月19日 - 下北沢Laguna 〈尾崎世界観の日 ４〉 w)尾崎世界観(クリープハイプ) /ジョウミチヲ(wilberry)/鈴木羊/片山遼
- 2009年

01月28日 - 下北沢Laguna
03月13日・06月15日 - 吉祥寺曼荼羅
11月17日 - 阿佐ヶ谷Loft A
- 2010年

01月29日 - 下北沢DAISY BAR w)花田裕之/藤井一彦
04月21日 - 渋谷PLEASURE PLEASURE w)大木温之/ウルフルケイスケ
05月29日 - 稲毛K'sDream  w)ポッグカウチナゲット
07月11日 - ファーストキッチン下北沢店前 ＜下北沢音楽祭＞
11月15日 - 高円寺SHOW BOAT  w)高野哲(ZIGZO)
- 2011年

01月14日 - 渋谷LUSH  ＜裏Beat Happening！〜年明け早々Happening Party！〜＞  w) [DJ] ケンゴマツモト(THE NOVEMBERS)/福岡晃子(チャットモンチー)/谷川正憲(UNCHAIN)/佐々木健太郎(アナログフィッシュ)/田淵智也(UNISON SQUARE GARDEN) [LIVE] URBANフェチ/東京カランコロン
01月31日 - 代官山 晴れたら空に豆まいて  w)佐藤タイジ/武藤昭平
03月05日 - 名古屋CLUB UPSET  w)宮田和弥(JUN SKY WALKER(S))/わたなべだいすけ(D.W.ニコルズ)
03月27日 - 新木場STUDIO COAST  w)LUNKHEAD/斎藤宏介(UNISON SQUARE GARDEN)×綾部健司(U&Design)×山本健太
05月19日 - 下北沢SHELTER  w)飯田瑞規(cinema staff)/渡會将士(FoZZtone)
08月09日 - 名古屋CLUB UPSET  w)武藤昭平withウエノコウジ
10月20日 - 下北沢DaisyBar  〈DaisyBar Autumn Fes 2011 ～ RAW LIVE 2011 ～〉  w)入江良介 (Veni Vidi Vicious)/岩本岳士 (QUATTRO)/のび太 (WHITE ASH)
11月13日 - 新木場STUDIO COAST  <Getting Better～15th Anniversary Party "DREAM ON"～＞
11月26日 - 下北沢DaisyBar/Laguna
12月22日 - 下北沢BAR CCO
- 2012年

01月24日 - 新代田FEVER w)高野哲(nil/THE JUNEJULYAUGUST)/木村世治(ZEPPET STORE)/武藤昭平(勝手にしやがれ)
01月31日 - 下北沢440  ＜奥村大＆佐々木亮介 presents“S.O.S.”＞ w) 奥村大/川上洋平([Champagne])
03月14日 - 札幌ペニーレーン24  w)武田英祐一(the武田組)/品川洋(OLD)
04月21日 - 新宿LOFT 〈佐々木亮介 Acoustic Oneman Live “(LOVE IS LIKE A)KABUKICHO BLUES”  w)ケンスケアオキ(SISTER JET)/新井弘穀(serial TV drama)
06月06日 - 下北沢SHELTER  w)村田 有希生 (MY WAY MY LOVE) /SUGA (dustbox)/有馬和樹（おとぎ話）
07月31日 - 音霊OTODAMA SEA STUDIO w)金廣真悟(グッドモーニングアメリカ)/斎藤宏介(UNISON SQUARE GARDEN)/須藤寿 GATALI ACOUSTIC SET/松本素生(GOING UNDER GROUND)/和田唱(TRICERATOPS)
08月31日 - 渋谷WWW  〈裸の王様 wear.1〉  w) 須藤寿, 氏原ワタル
09月22日 - 水上高原リゾート200  ＜New Acoustic Camp 2012＞
10月13日 - 気仙沼サンマフェスティバル
12月07日 - 仙台Rensa  ＜Getting Better Presents X'mas Parade'12”＞
12月16日 - 札幌Revolver  w)品川洋(OLD)
12月23日 - 横浜赤レンガ倉庫1号館 3Fホール  〈音霊番外編 ～聖夜までの7日間～〉 w)小高芳太朗/長澤知之
12月27日 - 名古屋CLUB JB's   w)イマイアキノブ with原田仁(ROVO)
- 2013年

06月26日 - 新宿red cloth  w 爆弾ジョニー/黒猫チェルシー
08月22日 - 渋谷WWW  〈裸の王様 wear.2〉  w)向井秀徳アコースティック & エレクトリック/百々和宏/イマイアキノブ
09月30日 - 新宿LOFT  〈SHINYA OE a-GOGO 大江慎也AGE 55ANNIVERSARY〉 w)大江慎也/ウエノコウジ/池畑潤二/百々和宏/宮藤官九郎/陣内孝則/下山淳/穴井仁吉
12月20日 - 下北沢DaisyBar  〈佐々木亮介Acoustic One man Live “SHIMOKITAZAWA BLUES”〉  w)コヤマシュウ(SCOOBIE DO)/Duran/外村公敏(SHERBETS）
12月22日 - 新宿LOFT  〈URASUJI〉 w)イマイアキノブ/The COMMONS/サトウミノル/The sham/THE STREET BEATS/9nine/Who the Bitch
12月27日 - 新宿RED CLOTH 〈緊急ナイト〉  w)うつみようこ/大木温之/緊急バンド
- 2014年

01月02日 - 新宿LOFT  〈1月2日に新宿ロフトでやってやる！恒例！仲野茂誕生会&大新年会〉 w)SDR/アコギなSS(仲野茂＋下山淳)/LTD EXHAUST(仲野茂＋越川和磨＋佐々木亮介＋よーかい＋坂詰克彦)/仲野茂＋HIKAGE＋原田喧太＋クモン＋市川勝也＋コバン＋ハロー/ニューロティカ/加川良/木暮”shake”武彦/タケイジ(竹入隆行＋原敬二)/石坂マサヨ
01月08日 - Music Club JANUS  〈新春ジャニスの音始め 2014〉  w)僕とモンスター/菅原卓郎
06月02日 - TSUTAYA O-EAST  〈夕空ハ紺青ノ色〉 w)荒井岳史(the band apart)/澁谷逆太郎(SUPER BEAVER)/村松 拓（Nothing's Carved In Stone)
06月28日 - ベルサール渋谷ガーデン イベントホール  〈TOKYO GUITAR SHOW 2014〉
09月02日 - 渋谷WWW  〈裸の王様 wear.3〉  w)Permanents/GLIM SPANKY
09月14日 - 池下CLUB UPSET  〈佐々木亮介 Acoustic Oneman Live "IKESHITA BLUES"〉
09月21日 - 渋谷VISION  〈"Getting Better Minoru's 40th Birthday Party～ Day.1"〉
09月30日 - 京都SOLE CAFE  〈亮ちゃんタクちゃんLIVE"まだまだ石 転がってくで"〉 w)曽根巧
12月19日 - 下北沢 風知空知  〈"The Dave Fromm Show 第二回陰謀年会" 〉  w)DAVE FROMM/ジョー横溝/池田整治/QUORUM /タブゾンビ/INORAN/武藤昭平（勝手にしやがれ）/うじきつよし
12月26日 - 名古屋 JB'S  〈OUT OF ORDER 年末SPECIAL〉w)武藤昭平withウエノコウジ(勝手にしやがれ/the HIATUS)※佐々木＆Duran弾き語り
- 2015年

01月02日 - 新宿LOFT  〈１月２日に新宿ロフトでやってやる！仲野茂 生誕55周年 ゾロ目スペシャル！〉 w)THE ROCK BAND/SDR/LTD EXHAUST(仲野茂＋越川和磨＋佐々木亮介＋よーかい＋坂詰克彦)/大木温之(Theピーズ)/加川良/OLEDICKFOGGY/ニューロティカ/武藤昭平withウエノコウジ
02月10日 - 新宿ReNY  〈THE MAN with チャーリーコーセイ ～ ルパン三世 皆殺しの唄〉w)THE MAN/チャーリー・コーセイ/武田カオリ/イマイアキノブ/奇妙礼太郎
06月04日 - 高円寺ShowBoat  〈FOR ACTION'〉w)高野哲(nil,THE JUNEJULYAUGUST,ZIGZO)
06月06日 - LIQUIDROOM ebisu  〈つばき15th Anniversary 正夢になったフェス〉w)つばき/LOST IN TIME/音速ライン/中田裕二/長澤知之
06月20日 - 北海道開拓の村  〈REAL MUSIC VILLAGE 2015 〉w)小林香織 /Schroeder-Headz /中村中/江畑浜衛(TRIPLANE) /スネオヘアー
07月13日 - TSUTAYA O-EAST  〈月ハ空ニメダルノヤウニ〉w)荒井岳史(the band apart)/澁谷逆太郎(SUPER BEAVER)/寺中友将(KEYTALK)/hozzy(藍坊主)
10月11日 - 気仙沼サンマフェスティバル
- 2016年

01月02日 - 新宿LOFT〈毎年恒例！１月２日に新宿ロフトでやってやる！仲野茂 生誕56周年!!〉 w)茂バンド(仲野茂＋岡本雅彦＋クモン＋ハロー)/LTD EXHAUST(仲野茂＋越川和磨＋佐々木亮介＋よーかい＋坂詰克彦)/ニューロティカ/加川良/木暮”shake”武彦/武藤昭平withウエノコウジ/ロリータ18号/宙也†幸也/lovepunk
01月03日 - 新宿LOFT〈ニューロティカ新年会！〜仲野茂56歳記念全バンドアナーキー1曲コピー祭り〜〉w)ニューロティカ/ドクターソウル/30%LESS FAT/THE GELUGUGU/ロリータ18号/LONESOME DOVE WOODROWS/LTD EXHAUST(仲野茂＋越川和磨＋佐々木亮介＋よーかい＋坂詰克彦)/spud/RYOJI & THE LAST CHORDS
06月27日 - 梅田AKASO  〈ROCK梅雨〉  w)山田将司(THE BACK HORN)/金廣真悟（グッドモーニングアメリカ）
07月04日 - 京都磔磔  〈mol-74 presents “mol-7.4”〉  w)mol-74
07月25日 - 札幌ペニーレーン24  〈月曜日は東西線に乗って〜アコースティック特別版〉  w)山田将司(THE BACK HORN)/中野ミホ(Drop's)/能登偉大(WedimMedia)
08月06日 - オハラブレイク
08月25日 - 渋谷WWW  〈“裸の王様 wear.4”〜佐々木亮介 MISOJI MAE BLUES〜〉  w)Yasu(DOES)/ジェットセイヤ(go!go!vanillas)/キョウスケ(爆弾ジョニー)
09月17日 - 仙台 PARK SQUARE 〈佐々木亮介 MISOJIMAE BLUES FINAL〉
09月18日 - 盛岡いしがきMUSIC FESTIVAL 2016  もりおか歴史文化館前 STAGE w)細美武士/小高芳太朗 and more
09月19日 - 猪苗代野外音楽堂 〈"locofrank PRESENTS"FOUR SEASONS 2016"〉w)locofrank
11月05日 - 早稲田大学学祭
11月22日 - 新宿ロフト  〈PINK MOON NIGHT〉
11月29日 - 千葉LOOK  w)
- 2017年

01月02日 - 新宿LOFT 〈毎年恒例！1月2日に新宿ロフトでやってやる！仲野茂 生誕57周年!!〉 w)LTD EXHAUST(仲野茂＋越川和磨＋佐々木亮介＋よーかい＋坂詰克彦)/LTD EXHAUST Ⅱ(仲野茂＋越川和磨＋丸山康太＋西田代洋海＋茂木左)/木暮”shake”武彦バンド(仲野茂＋木暮”shake”武彦＋岡本雅彦＋クモン＋小林高夫)/ニューロティカ/PANTA/ロリータ18号/宙也
07月04日 - 京都磔磔 〈mol-74 presents "mol-7.4"〉 w)mol-74
07月05日 - 名古屋CLUB UPSET  〈 ROCK the ROCK!! 〜UPSET中井 50歳祭り〜〉  w)飯田瑞規(cinema staff)
08月24日 - 東京キネマ倶楽部  〈SHIKABANE〉  w)菅原卓郎（9mm Parabellum Bullet）/村松 拓（Nothing's Carved In Stone）/山田将司（THE BACK HORN）
10月07日 - サンマロックフェスティバル
11月19日 - かつしかフードフェスタ 2017  w)LiLiCo
11月19日 - 上野恩賜公園 水上野外音楽堂  〈ばっ!!! 気仙沼繋船祭り 秋〉  w)LOW IQ 01/マキタスポーツ/金星ダイヤモンド/クリトリック・リス/ポップしなないで/高橋南
12月19日 - 渋谷O-NEST
- 2018年

01月02日 - 新宿LOFT  〈毎年恒例！１月２日に新宿ロフトでやってやる！仲野茂 生誕58周年!!〉 w)LTD EXHAUST/LTD EXHAUSTⅡ/木暮"shake"武彦バンド/ニューロティカ/大木温之(Theピーズ)/ロリータ18号/切腹ピストルズ/THE TOKYO
03月24日 - 京都紫明会館 〈佐々木亮介単独公演”春の嵐2018”Live at 京都紫明会館〉
03月25日 - PARADISE CAFE 21  〈IMAIKE GO NOW 2018〉
03月27日 - 渋谷TSUTAYA O-EAST  〈golden jubilee~ウエノコウジ50生誕祭~〉 w)the HIATUS/武藤昭平withウエノコウジ/Radio Caroline/大木温之(Theピーズ)/TOSHI-LOW(BRAHMAN)/増子直純(怒髪天)/百々和宏(MO'SOME TONEBENDER)
04月22日 - 代々木公園野外音楽堂  〈Earth Day Tokyo 2018〉
06月28日 - 札幌KLUB COUNTER ACTION〈"a flood of circle TOUR -Here Is My Freedom- EXTRA GIG"〉  w)ワタナベシンゴ（THE BOYS&GIRLS）
07月14日 - 渋谷LOFT HEAVEN  〈佐々木亮介の夜遊び天国〉  w)ウエノコウジ
07月22日 - 日比谷野外大音楽堂  〈夏のSHIKABANE〜日比谷場所〜〉 w)菅原卓郎（9mm Parabellum Bullet）/村松 拓（Nothing's Carved In Stone）/ 山田将司（THE BACK HORN)
08月03日 - 新宿red cloth  〈THE DUST WALTZ〉  w)イマイアキノブ/サトウミノル/山本久土/宮田岳(黒猫チェルシー)/中野ミホ,石川ミナ子(Drop's)/コヤマシュウ,ナガイケジョー(SCOOBIE DO)
08月27日 - 新宿LOFT  〈よかっぺBAR〉  w)稲葉茂（水戸ライトハウス）/山田将司（THE BACK HORN)/178R（山田将司、ミヤ/MUCC、村田智史、KAZI）/松本明人（真空ホロウ)/石崎ひゅーい/内田直孝(Rhythmic Toy World)
10月10日 - 新宿LOFT〈東北ライブハウス大作戦TOUR 〜rerationship FRANCE 2018〜〉 w)TAGADA JONES（FRANCE)/locofrank /LOW IQ 01 & RHYTHM MAKERS
10月12日 - 梅田Shangri-La  〈ACOUSTIC-SHUFFLE NIGHT in Osaka〉  w)REI
10月25日 - 新宿LOFT  〈ARBデビュー40周年 「ARB SONGS ALL TIME BEST」〉  w)KEITH (ARB)/内藤幸也（アレルギー）/EBI（ユニコーン）/田中一郎（ex.ARB、甲斐バンド）/斉藤光浩（ex.ARB、BOWWOW)、MAGUMI（Lä-ppisch)/岡本雅彦（ex.アンジー）/延原達治（THE PRIVATES）/宮田和弥（JUN SKY WALKER(S))/暴動（グループ魂）/高野 哲（ZIGZO)/中尾諭介、草場敬普（In the Soup)
11月02日 - Zher the ZOO yoyogi  〈"百々和宏withウエノコウジ tour 『OTHER SIDE OF DAY』特別追加公演～Drunk46～"〉  w)百々和宏withウエノコウジ 、ゲスト:中村達也、ヤマジカズヒデ、追加ゲスト:クハラカズユキ、武藤昭平
11月18日 - かつしかフードフェスタ 2018 w)LiLiCo
12月02日 - 盛岡Club Change〈"Morioka Club Change 15th Anniversary"〉  w)大木温之（Theピーズ）
12月28日 - 下北沢GARDEN〈武藤昭平50誕生祭 ～SMILE～〉  w)勝手にしやがれ/武藤昭平withウエノコウジ/藤井一彦(THE GROOVERS)/堀江博久
- 2019年

01月02日 - 新宿LOFT  〈毎年恒例！1月2日に新宿ロフトでやってやる！仲野茂 生誕59周年!!〉 w)LTD EXHAUST/LTD EXHAUSTⅡ/木暮"shake"武彦バンド/大木温之/三代目魚武濱田成夫/マサヨ＆コバンバンド（石坂マサヨ・小林高夫・クモン・岡本雅彦)/THE TOKYO and more
01月07日 - 下北沢GARDEN 〈THE KEBABS襲来〉
01月15日 - 渋谷WWW-X 〈THE KEBABS襲来〉
02月09日 - CLUB ASIA 〈TO RIDE MIDNIGHT〉 w/qujaku, MARLA, No Buses
02月18日 - 新代田FEVER〈千葉LOOK presents「唄声喫茶るっく ～まさかの東京追加公演編～」〉w/蒼山幸子(ねごと)、村松 拓(Nothing's Carved In Stone）オープニング・アクト：福川哲也（宮古)/Gigantics(大船渡)/LIBOO（石巻）
02月26日 - 新宿LOFT〈よかっぺBAR」 一部〜茨の冬祭〜〉w/178R〈Vo/山田将司（THE BACK HORN）Gt/MIYA（MUCC）Ba/村田智史（Mantle5）Dr/KAZI〉、SHIKABANE〈山田将司(THE BACK HORN) 佐々木亮介(a flood of circle) 菅原卓郎(9mm Parabellum Bullet) 村松拓(Nothing's Carved In Stone)〉、Rhythmic Toy World、スパイスアーサー702、ヒヨリノアメ
03月24日 - SANUKI ROCK COLOSSEUM 2019
04月28日 - ARABAKI ROCK FEST 2019
05月11日 - 大阪服部緑地音楽堂
08月22日 - 渋谷WWW 〈裸の王様 wear.4"〉 w)松本 大（LAMP IN TERREN）/ 三浦太郎（フレンズ）〉
08月28日 - 新木場STUDIO COAST〈Thank you, ROCK BANDS! 〜UNISON SQUARE GARDEN 15th Anniversary Tribute Live〜〉  w/山田将司、菅波栄純(THE BACK HORN）、 菅波栄純／山中さわお（the pillows）／東京スカパラダイスオーケストラ/パスピエ/大胡田なつき／成田ハネダ／三澤勝洸／LiSA
09月22日 - 盛岡CLUBCHANGE WAVE  〈いしがきMUSIC FESTIVAL2019前夜祭〉  w)SaToMansion／SIX LOUNGE／THE FOREVER YOUNG
09月23日 - いしがきMUSIC FESTIVAL2019
09月28日 - 中津川 THE SOLAR BUDOKAN 2019 東北ライブハウス大作戦STAGE中津川SPECIAL w/渡辺俊美/うじきつよし/宮田和弥/LOW IQ 01
09月29日 - 中津川 THE SOLAR BUDOKAN 2019 武藤昭平withウエノコウジ✕Friends／SHIKABANE
10月18日 - 百々和宏 Rock, Talk, Smoke....Drunk?vol.21
10月20日 - BYG50周年 渋谷うたの日2019 佐々木亮介
11月23日 - w.o.d. presents "スペース・インベーダーズ IV"
- 2020年

06月19日 - スーパーバー!
09月05日 - 千葉LOOK presents 「singing bar look」